# Saint-Malo-de-Phily
Saint-Malo-de-Phily (bret. Sant-Maloù-Fili) – miejscowość i gmina we Francji, w regionie Bretania, w departamencie Ille-et-Vilaine.
Według danych na rok 1990 gminę zamieszkiwało 671 osób, a gęstość zaludnienia wynosiła 36 osób/km² (wśród 1269 gmin Bretanii Saint-Malo-de-Phily plasuje się na 735. miejscu pod względem liczby ludności, natomiast pod względem powierzchni na miejscu 535.).